# Mistrovství světa v atletice 2009 – Ženy skok vysoký
Výška žen na Mistrovství světa v atletice 2009 se konala ve dnech 18. srpna a 20. srpna 2009 na berlínském olympijském stadionu.

## Medailistky
| Zlato                   | Stříbro                | Bronz                      |
| Blanka Vlašičová 2,04 m | Anna Čičerovová 2,02 m | Ariane Friedrichová 2,02 m |

## Kvalifikace
Kvalifikace se uskutečnila v úterý 18. srpna od 10:20. Zúčastnilo se jí dohromady třiatřicet výškařek z celého světa. Českou republiku reprezentovala Iva Straková, která kvalifikační limit splnila 3. června ve Štrasburku, kde skočila 193 cm. Největší zastoupení mělo Rusko, které reprezentovaly tři výškařky. Nechyběla olympijská vítězka z Athén Jelena Slesarenková a bronzová z Pekingu Anna Čičerovová, která pro zranění vynechala celou halovou sezónu 2009. Do finále automaticky postoupily výškařky, které překonaly kvalifikační limit 195 cm, nebo dvanáct nejlepších. Základní výška byla na stojanech nastavena na 180 cm a poté následovalo 185, 189, 192 a 195 cm.
Domácí Ariane Friedrichová se v kvalifikaci rozběhla jen jednou a úspěšně. Postoupila i další favoritka, Chorvatka Blanka Vlašičová či Švédka Emma Greenová, obě ani jednou neopravovaly. Česko se své zástupkyně ve finále nedočkalo, Ivě Strakové se nepodařilo překonat 192 cm. Limit na finále splnilo devět výškařek. K postupu nakonec stačilo překonat 192 cm napodruhé, bez oprav na nižších výškách. Tyto podmínky splnily Francouzka Melanie Melfortová a třetí z Rusek Světlana Školinová. Němka Meike Krögerová třikrát shodila 195 cm ale předešlé výšky všechny zdolala napoprvé a postoupila.

## Výsledky kvalifikace

### Skupina A
| Umístění | Jméno                    | Národnost   | 1,80 | 1,85 | 1,89 | 1,92 | 1,95 | Výkon    |
| -------- | ------------------------ | ----------- | ---- | ---- | ---- | ---- | ---- | -------- |
| 1.       | Blanka Vlašičová         | Chorvatsko  | -    | O    | O    | O    | O    | 1,95 m Q |
| 2.       | Ruth Beitiaová           | Španělsko   | -    | O    | O    | XO   | O    | 1,95 m Q |
| 2.       | Chaunte Howardová        | USA         | O    | O    | XO   | O    | O    | 1,95 m Q |
| 4.       | Meike Krögerová          | Německo     | O    | O    | O    | O    | XXX  | 1,92 m q |
| 5.       | Melanie Melfortová       | Francie     | O    | O    | O    | XO   | XXX  | 1,92 m q |
| 5.       | Světlana Školinová       | Rusko       | O    | O    | O    | XO   | XXX  | 1,92 m q |
| 7.       | Marina Aitovová          | Kazachstán  | O    | O    | XO   | XO   | XXX  | 1,92 m   |
| 8.       | Anna Iljuštšenková       | Estonsko    | O    | O    | O    | XXX  |      | 1,89 m   |
| 8.       | Vita Palamarová          | Ukrajina    | -    | O    | O    | XXX  |      | 1,89 m   |
| 8.       | Sharon Dayová            | USA         | O    | O    | O    | XXX  |      | 1,89 m   |
| 11.      | Iva Straková             | Česko       | O    | O    | XO   | XXX  |      | 1,89 m   |
| 11.      | Světlana Radzivilová     | Uzbekistán  | O    | O    | XO   | XXX  |      | 1,89 m   |
| 13.      | Levern Spencerová        | Svatá Lucie | -    | O    | XXO  | XXX  |      | 1,89 m   |
| 14.      | Noengrothai Chaipetchová | Thajsko     | XXO  | O    | XXO  | XXX  |      | 1,89 m   |
| 15.      | Caterine Ibargüenová     | Kolumbie    | O    | XO   | XXX  |      |      | 1,85 m   |
| 16.      | Deirdre Ryanová          | Irsko       | O    | XXO  | XXX  |      |      | 1,85 m   |
| 17.      | Romary Rifkaová          | Mexiko      | O    | XXX  |      |      |      | 1,80 m   |

### Skupina B
| Umístění | Jméno                   | Národnost  | 1,80 | 1,85 | 1,89 | 1,92 | 1,95 | Výkon    |
| -------- | ----------------------- | ---------- | ---- | ---- | ---- | ---- | ---- | -------- |
| 1.       | Ariane Friedrichová     | Německo    | -    | -    | -    | -    | O    | 1,95 m Q |
| 1.       | Emma Greenová           | Švédsko    | -    | O    | -    | O    | O    | 1,95 m Q |
| 3.       | Antonietta Di Martinová | Itálie     | O    | O    | XO   | O    | O    | 1,95 m Q |
| 3.       | Anna Čičerovová         | Rusko      | -    | O    | O    | XO   | O    | 1,95 m Q |
| 5.       | Amy Acuffová            | USA        | O    | O    | O    | XXO  | XO   | 1,95 m Q |
| 6.       | Jelena Slesarenková     | Rusko      | -    | O    | O    | XXO  | XXO  | 1,95 m Q |
| 7.       | Adonía Steryíouová      | Řecko      | XO   | O    | O    | XO   | XXX  | 1,92 m   |
| 8.       | Venelina Venevová       | Bulharsko  | O    | XO   | O    | XXO  | XXX  | 1,92 m   |
| 9.       | Kamila Stepaniuková     | Polsko     | O    | O    | XXO  | XXO  | XXX  | 1,92 m   |
| 10.      | Petrina Priceová        | Austrálie  | O    | O    | O    | XXX  |      | 1,89 m   |
| 11.      | Hanna Groblerová        | Finsko     | O    | O    | XO   | XXX  |      | 1,89 m   |
| 12.      | Nadiya Dusanová         | Uzbekistán | O    | O    | XXO  | XXX  |      | 1,89 m   |
| 13.      | Doreen Amataová         | Nigérie    | O    | O    | XXX  |      |      | 1,85 m   |
| 14.      | Stine Kufaasová         | Norsko     | O    | XO   | XXX  |      |      | 1,85 m   |
| 15.      | Jekatěrina Jevsejevová  | Kazachstán | XO   | XO   | XXX  |      |      | 1,85 m   |
| -        | Nhung Bui Thiová        | Vietnam    | XXX  |      |      |      |      | NM       |

Vysvětlivky: (Q, q) = postup do finále

## Finále
Finále skoku do výšky se uskutečnilo ve čtvrtek 20. srpna 2009 od 19:10. Očekával se souboj Ariane Friedrichové a Blanky Vlašičové na výškách nejvyšších. Zlatou medaili obhájila z mistrovství světa z Ósaky Blanka Vlašičová, která zdolala napodruhé 204 cm. Ariane Friedrichová si po dvou neúspěších na 204 cm schovala jeden pokus na 206 cm. Laťka však spadla, byť pokus to byl velice nadějný. Stříbro putovalo do Ruska, Anna Čičerovová skočila totiž 202 cm napoprvé a svým nejlepším výkonem sezóny rovněž obhájila stříbro z Ósaky, kde se o druhé místo dělila společně s Italkou Di Martinovou, ta však zůstala bez medaile.

## Finálové výsledky
| Umístění         | Jméno                   | Národnost  | 1,87 | 1,92 | 1,96 | 1,99 | 2,02 | 2,04 | 2,06 | 2,10 | Výkon       |
| ---------------- | ----------------------- | ---------- | ---- | ---- | ---- | ---- | ---- | ---- | ---- | ---- | ----------- |
| Zlatá medaile    | Blanka Vlašičová        | Chorvatsko | O    | O    | O    | O    | XO   | XO   | -    | XXX  | 2,04 m      |
| Stříbrná medaile | Anna Čičerovová         | Rusko      | O    | O    | XO   | O    | O    | XXX  |      |      | 2,02 m (SB) |
| Bronzová medaile | Ariane Friedrichová     | Německo    | -    | O    | -    | O    | XXO  | XX-  | X    |      | 2,02 m      |
| 4.               | Antonietta Di Martinová | Itálie     | O    | O    | XO   | XO   | XXX  |      |      |      | 1,99 m      |
| 5.               | Ruth Beitiaová          | Španělsko  | O    | O    | O    | XXO  | XXX  |      |      |      | 1,99 m      |
| 6.               | Světlana Školinová      | Rusko      | O    | O    | O    | XXX  |      |      |      |      | 1,96 m      |
| 7.               | Emma Greenová           | Švédsko    | O    | O    | XO   | XXX  |      |      |      |      | 1,96 m (SB) |
| 7.               | Chaunte Howardová       | USA        | O    | O    | XO   | XXX  |      |      |      |      | 1,96 m      |
| 9.               | Melanie Melfortová      | Francie    | XO   | O    | XXX  |      |      |      |      |      | 1,92 m      |
| 10.              | Jelena Slesarenková     | Rusko      | O    | XXO  | XXX  |      |      |      |      |      | 1,92 m      |
| 11.              | Meike Krögerová         | Německo    | O    | XXX  |      |      |      |      |      |      | 1,87 m      |
| 12.              | Amy Acuffová            | USA        | XXO  | XXX  |      |      |      |      |      |      | 1,87 m      |